# 한기총신문
한기총신문은 대한민국의 기독교계 인터넷종합신문으로 2009년 9월 20일 창간되었다. 격주로 종이신문을 발간하고 있으며 현 편집인은 진동은 목사이다.

## 소개
신문의 발행인인 진동은 목사가 한국기독교총연합회의 비정기 간행물이었던 <한기총신문>을 정기간행물로 발행하고자 출간한 신문이다. 하지만 한국기독교총연합회측에서는 창간에 직접적으로 관여하지 않았다.
매체 성향은 상당히 보수적이다. 인터넷 독립신문 등과 기사 제휴를 맺고 있으며, 많은 기독교 매체들이 정치 사회적 기사를 거의 쓰지 않는 것과는 대조적으로 진보적 정치인들에 대한 비판성 기사를 많이 싣는 편이다.

## 같이 보기
- 한국기독교총연합회